# True Heart
Pour plus de détails, voir Fiche technique et Distribution.
True Heart est un film américain réalisé par Catherine Cyran, sorti en 1997.

## Synopsis
Une sœur et un frère tentent de survivre dans la nature sauvage de la Colombie-Britannique après un crash d'avion.

## Fiche technique
- Titre : True Heart
- Réalisation : Catherine Cyran
- Scénario : Catherine Cyran
- Musique : Eric Allaman
- Photographie : Christopher Baffa
- Montage : Michael Schweitzer
- Production : Brad Krevoy, R. J. Murillo et Steven Stabler
- Société de production : Orion Pictures
- Pays de production :  États-Unis
- Genre : Aventure et drame
- Durée : 92 minutes
- Date de sortie : 
  - États-Unis : 1997

## Distribution
- Kirsten Dunst : Bonnie
- Zachery Ty Bryan : Sam
- August Schellenberg : Khonanesta
- Dey Young : Wanda
- Michael Gross : Dick
- Tom McBeath : Quint
- Ben Cardinal : le ranger Simon Blackcrow
- John Novak : Louie
- Vincent Gale : George
- Darren Moore : Johnny
- Mitchell Kosterman : le ranger Charlie Cartwright

## Accueil
Dans leur DVD & Movie Guide 2005, Mick Martin et Marsha Porter estiment que le film est « parfait pour être vu en famille ».